# Comuna Bilohirea, Orihiv
Bilohirea (în ucraineană Білогір`я) este o comună în raionul Orihiv, regiunea Zaporijjea, Ucraina, formată din satele Bilohirea (reședința), Luhivske și Novopokrovka.

## Demografie
Componența lingvistică a comunei Bilohirea
     Ucraineană (94,01%)
     Rusă (5,49%)
     Alte limbi (0,37%)
Conform recensământului din 2001, majoritatea populației comunei Bilohirea era vorbitoare de ucraineană (94,01%), existând în minoritate și vorbitori de rusă (5,49%).